# マツヤ族

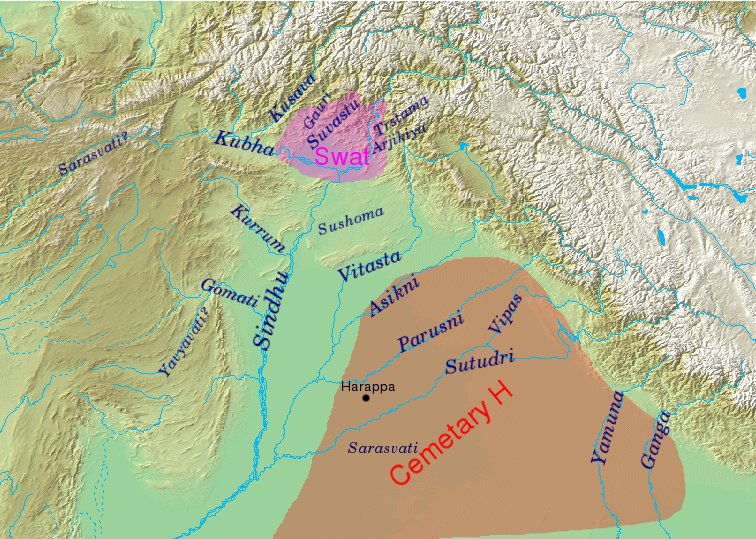
十王戦争の舞台となった五河地方（パンジャーブ）

マツヤ族（サンスクリット語 मत्स्य Matsya）は、古代インドの宗教文献『リグ・ヴェーダ』に言及される部族のひとつ（7.18.6）。
十王戦争に、プール族をはじめとする十王軍のひとつとして参戦し、スダース王率いるトリツ族・バラタ族軍に敗れた。
この部族については、『リグ・ヴェーダ』においての一箇所しか言及が無く、十王戦争の後の展開や、十六大国のひとつマツヤ国との関係なども、明らかでない。仮にマツヤ国が、マツヤ族の定住した領域であるとするならば、現在のラージャスターン州の首府ジャイプルを中心としたヤムナー川西岸地域が、この部族の活動地域であったということになる。